# Gary Owens
Gary Owens, nato Gary Altman (Mitchell, 10 maggio 1934 – Los Angeles, 12 febbraio 2015), è stato un attore e doppiatore statunitense.

## Biografia
Figlio di una insegnante, Venetta Clark, e di uno sceriffo, Bernard Joseph Altman, ha iniziato la sua carriera nel 1949, a 15 anni, come doppiatore e successivamente si è affermato come attore.
Era sposato con Arleta Markell dal 1956 e aveva due figli: Scott e Christopher Dane.

## Filmografia parziale
- Un Maggiolino tutto matto (1968)
- Ecco Pippo! - 1 episodio (1992) - voce
- Sabrina, vita da strega - 1 episodio (1998)
- Le radici di Pippo (1984) - narratore